# Sommera grandis
Sommera grandis är en måreväxtart som först beskrevs av Friedrich Gottlieb Bartling och Dc., och fick sitt nu gällande namn av Paul Carpenter Standley. Sommera grandis ingår i släktet Sommera och familjen måreväxter. Inga underarter finns listade i Catalogue of Life.